# Disseminats Mar Ponent
Disseminats Mar Ponent – miejscowość w Hiszpanii, w Katalonii, w prowincji Barcelona, w comarce Maresme, w gminie Premià de Dalt.
Według danych INE z 2005 roku miejscowość zamieszkiwało 28 osób.